# Albert Dunlop
Albert Dunlop (* 21. April 1932 in Liverpool; † 6. März 1990 ebenda) war ein englischer Fußballtorhüter. Er stand zum Ende der 1950er- und zu Beginn der 1960er-Jahre für den FC Everton zwischen den Pfosten und galt als etwas „schlingelhaft und bunter Vogel“, der gleichsam für spektakuläre Aktionen und theatralisches Verhalten auf dem Platz stand.

## Sportlicher Werdegang
Dunlop schloss sich im Jahr 1950 dem heimischen FC Everton an. Dort musste er lange auf seinen sportlichen Durchbruch warten und stand im Schatten des irischen Stammkeepers Jimmy O’Neill. Am 20. Oktober 1956 debütierte er schließlich für den Erstligisten gegen den amtierenden Meister Manchester United und beim 5:2-Sieg trug er mit dazu bei, dass die vorherige Serie von 26 Partien ohne Niederlage der „Busby Babes“ aus Manchester endete. Dunlop bildete einen deutlichen Kontrast zu seinem Vorgänger O’Neill. Er war deutlich kleiner gewachsen, was ihm gelegentlich Probleme bei gegnerischen Flanken bereitete. Dazu wurde ihm nicht selten ein Mangel an Konzentrationsfähigkeit vorgeworfen und seine Mannschaftskameraden gaben ihm den Spitznamen „Bandit“. Seine Stärken lagen hingegen im athletischen Bereich – vor allem auf der Torlinie –, in der hohen Sprungkraft und in der Beherztheit, sich im direkten Duell mit gegnerischen Stürmern zu behaupten. Charakteristisch war für ihn auch, dass er bei nahezu jedem Gegentreffer die Fehler seiner Mitspieler gestenreich lamentierte, unabhängig davon, ob zu Recht.
Bis Anfang 1962 war Dunlop letztlich „erste Wahl“ auf der Torhüterposition, und erfolgreichen Momenten wie bei seinem Einstand standen auch Pleiten gegenüber, wie in besonderem Maße geschehen bei den zehn Gegentoren im Oktober 1958 gegen Tottenham Hotspur. Er wurde 1962 von Gordon West verdrängt, und als der FC Everton in der Spielzeit 1962/63 die englische Meisterschaft gewann, trug er mit vier Ligaeinsätzen zum Saisonende für den verletzten West nur unwesentlich zum Titel bei (und zu wenig für eine offizielle Meistermedaille). Im November 1963 verließ Dunlop dann die „Toffees“ in Richtung Wales zum AFC Wrexham.
Wrexham war zu dem Zeitpunkt in der dritten englischen Liga unterwegs, stieg aber in der Saison 1963/64 in die Viertklassigkeit ab. Nach einer weiteren Spielzeit, in der der Wiederaufstieg deutlich misslang, zog Dunlop weiter zum ebenfalls in Wales beheimateten Rhyl FC. Dort fungierte er als Spielertrainer und in dieser Funktion wechselte er sich bei einer Gelegenheit auch einmal selbst als Mittelstürmer ein.
Nach dem Ende seiner Fußballerlaufbahn gestaltete sich sein Leben nicht immer leicht und mehrfach kam Dunlop mit dem Gesetz in Konflikt. Im Alter von nur 57 Jahren verstarb er in seiner Heimatstadt Liverpool.